# Erich Schärer
Erich Schärer (n. 1 septembrie 1946, Zürich, cantonul Zürich, Elveția) este un bober ce a reprezentat Elveția, medaliat olimpic. A participat la 2 ediții ale Jocurilor Olimpice (1976, 1980) în care a câștigat o medalie de aur, două medalii de argint și o medalie de bronz.